# Distretto di Shunqing
Il distretto di Shunqing (顺庆区S, Shùnqìng QūP) è un distretto della Cina, situato nella provincia di Sichuan e amministrato dalla prefettura di Nanchong.